# سنا اینامی
سنا اینامی (انگلیسی: Sena Inami؛ زادهٔ ۲۵ ژوئن ۱۹۹۲) بازیکن فوتبال اهل ژاپن است.
از باشگاه‌هایی که در آن بازی کرده‌است می‌توان به باشگاه فوتبال سانفریس هیروشیما اشاره کرد.